# Beire-le-Châtel
Beire-le-Châtel è un comune francese di 817 abitanti situato nel dipartimento della Côte-d'Or nella regione della Borgogna-Franca Contea.

## Società

### Evoluzione demografica
Abitanti censiti